# Per Magnus Larsson
Per Magnus Larsson, född 31 december 1843 i Ramsbergs församling, Örebro län, död där 17 februari 1903, var en svensk bergsman och riksdagspolitiker.
Larsson var verksam som bergsbruksidkare. I riksdagen var han ledamot av andra kammaren 1882–1887, invald i Lindes domsagas valkrets.